# Anatonchus dolichurus
Anatonchus dolichurus (syn. Mononchen dolichurus) is een rondwormensoort uit de familie van de Mononchidae. De wetenschappelijke naam van de soort is voor het eerst geldig gepubliceerd in 1911 door Ditlevsen.